# Kenia
Kenia (Kenya, Republika Kenii, ang. Republic of Kenya, suahili Jamhuri ya Kenya) – państwo położone we wschodniej Afryce nad Oceanem Indyjskim. Leży na równiku. Graniczy od północy z Somalią, Etiopią i Sudanem Południowym, od zachodu z Ugandą, a od południa z Tanzanią. Jest 47. krajem świata pod względem powierzchni i 29. pod względem liczby ludności. Stolicą i największym miastem Kenii jest Nairobi.
Kenia należy do Międzynarodowej Agencji Energii Atomowej, Międzynarodowej Organizacji Pracy, Międzynarodowego Banku Odbudowy i Rozwoju, Międzynarodowego Funduszu Walutowego, Międzynarodowego Trybunału Karnego, Organizacji Narodów Zjednoczonych, Światowej Organizacji Handlu oraz Unii Afrykańskiej.

## Ustrój polityczny
Kenia jest republiką i członkiem brytyjskiej Wspólnoty Narodów. Konstytucja została uchwalona w 2010 roku po referendum konstytucyjnym. Głową państwa jest prezydent wybierany w głosowaniu powszechnym na 5-letnią kadencję. Przysługuje mu prawo mianowania wiceprezydenta. Władza ustawodawcza należy do dwuizbowego parlamentu: izbą wyższą jest Senat, izbą niższą jest Zgromadzenie Narodowe.
Najważniejszymi partiami politycznymi są: Afrykański Narodowy Związek Kenii (KANU), Jubilee (JP), Pomarańczowy Ruch Demokratyczny (ODM), Pomarańczowy Ruch Demokratyczny Kenii (ODM–K), Forum na rzecz Przywrócenia Demokracji–Kenia (FORD–Kenya) i Partia Jedności Narodowej (PNU).

## Geografia

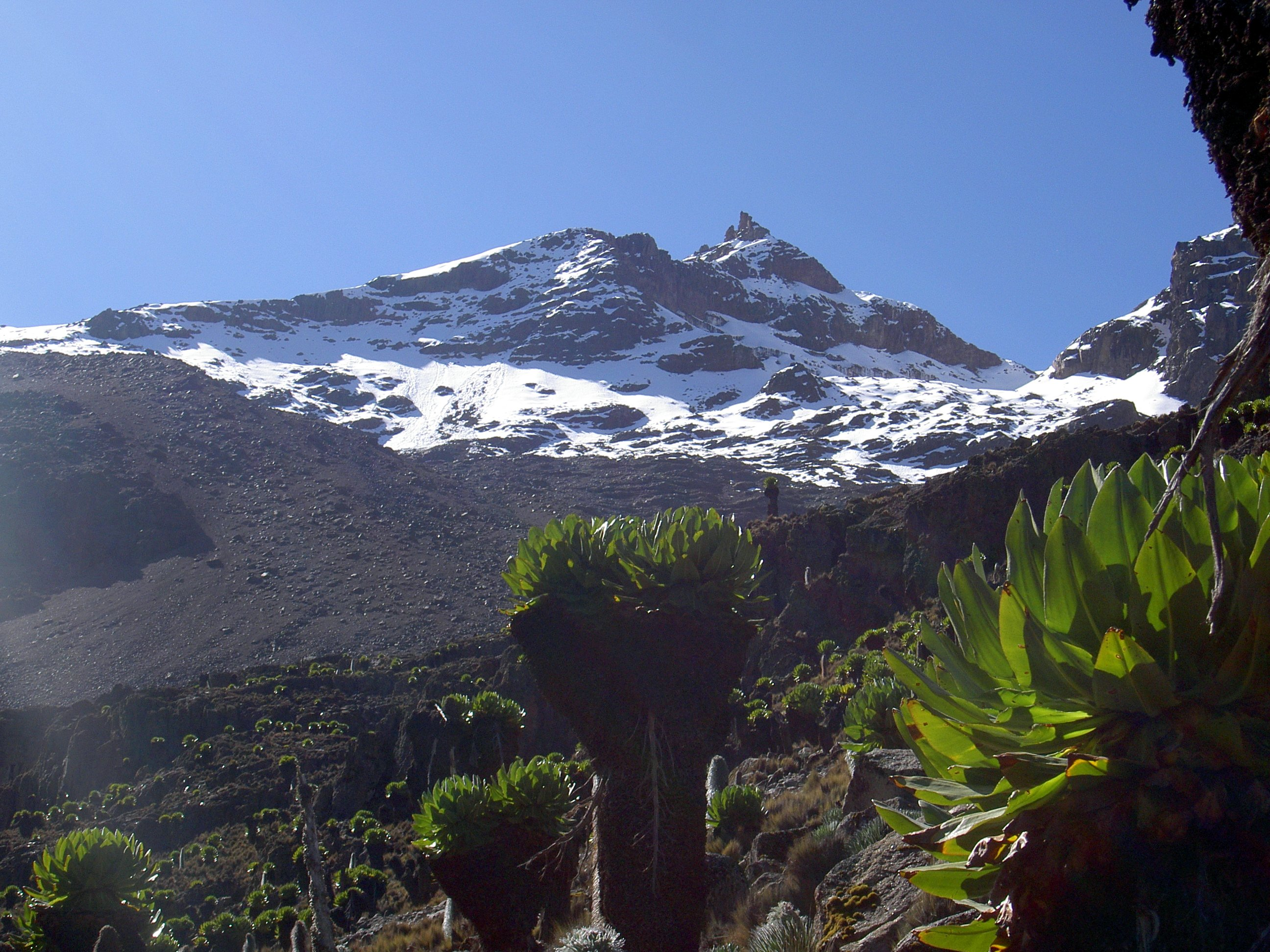
Góra Kenia

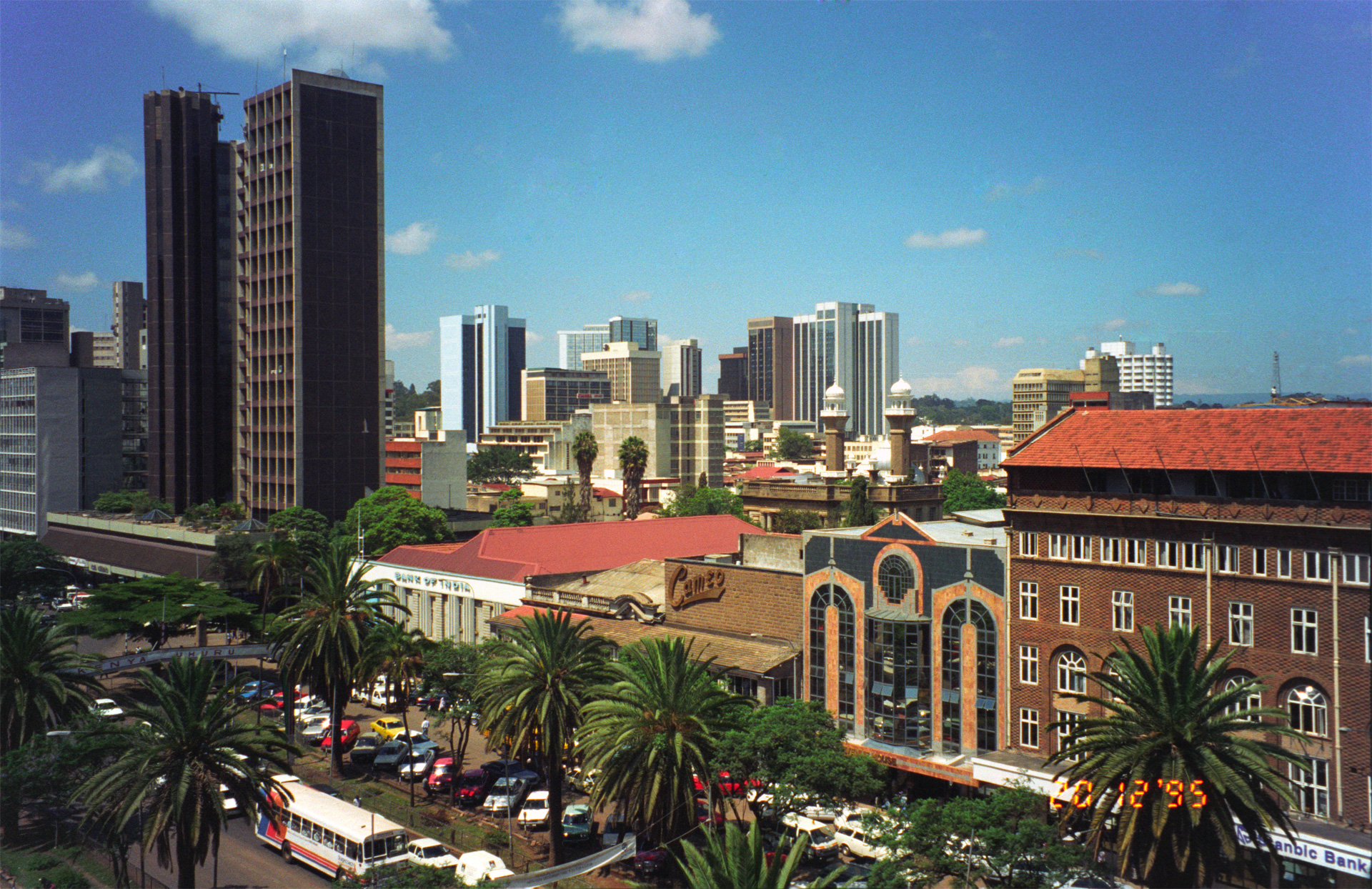
Nairobi – stolica Kenii

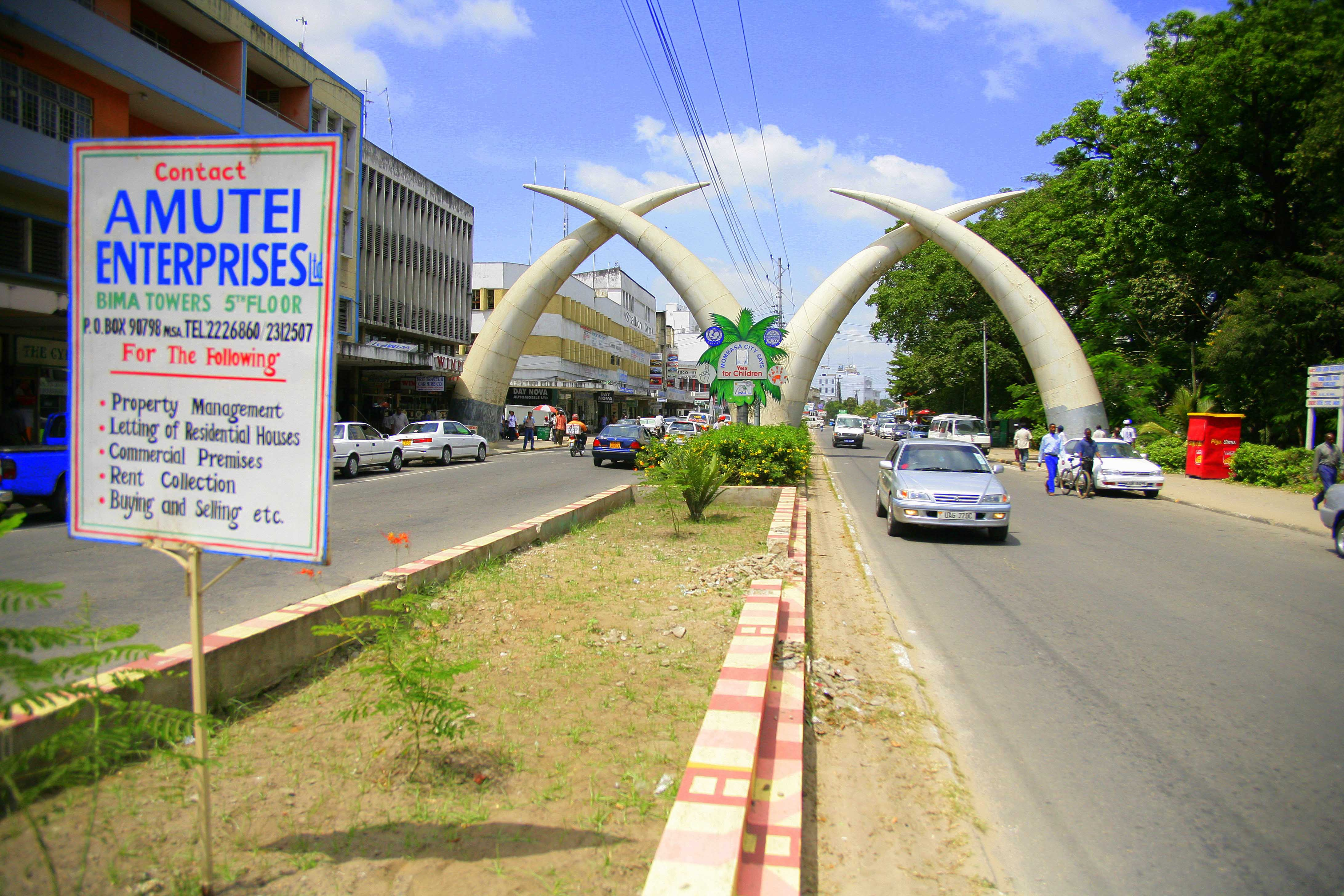
Centrum Mombasy

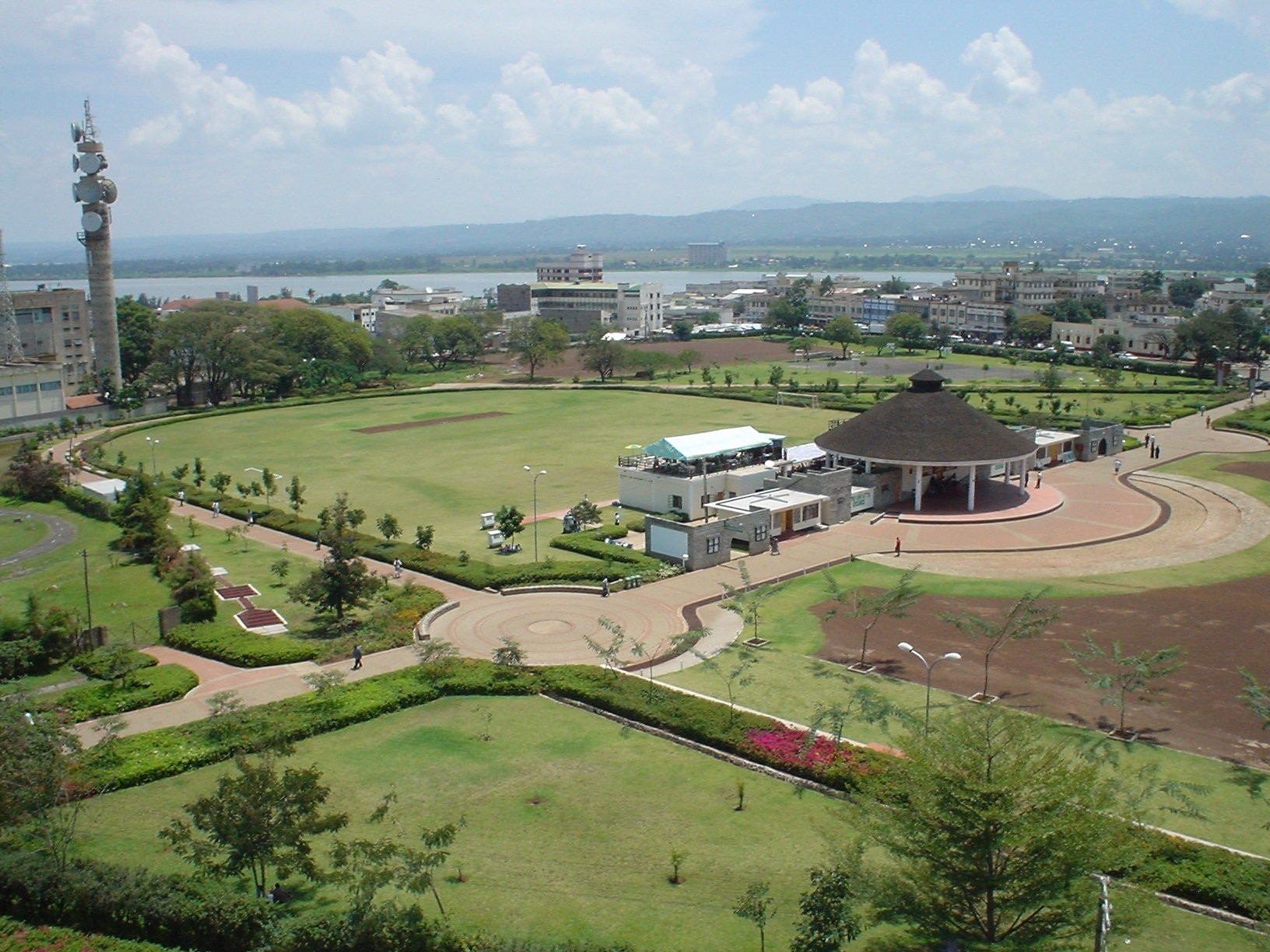
Kisumu

Kenia jest krajem położonym we wschodniej Afryce nad Oceanem Indyjskim. Większą część powierzchni zajmuje płaskowyż, który obniża się od zachodu (wys. 2000–3000 m) ku wschodowi (do 500 m). Zachodnią część płaskowyżu rozcina Wielki Rów Wschodni będący częścią systemu Wielkich Rowów Afrykańskich. W obrębie rowu wznoszą się masywy wulkaniczne (najwyższe z nich to: Kenia mająca wysokość 5199 m n.p.m. oraz Mount Elgon mający wysokość 4321 m n.p.m.). Wzdłuż wybrzeża ciągnie się nizina nadmorska (szeroka do 200 km). Linia brzegowa jest mało urozmaicona.
Sieć rzeczna jest słabo rozwinięta. Głównymi rzekami w Kenii są: Tana i Galana. Na północy i wschodzie znajdują się rzeki okresowe. W zapadliskowej strefie znajdują się liczne jeziora (na północy największe jest Jezioro Rudolfa, na zachodzie zaś Jezioro Wiktorii).

### Klimat
Kenia znajduje się w zasięgu klimatu równikowego monsunowego ze stosunkowo wyrównanym przebiegiem temperatur w ciągu całego roku. Na wybrzeżu, w pasie do 40 km i w górach – wilgotny, na pozostałym obszarze – suchy. Średnia roczna suma opadów wzrasta z północnego wschodu na południowy zachód od 150 do 1000 mm, w południowej części wybrzeża wielkość opadów sięga 1200 mm rocznie, w wyższych piętrach gór nawet do 1500 mm. Na nizinnym wschodzie występuje tylko jedna pora deszczowa, od kwietnia do czerwca, na pozostałym obszarze dwie pory deszczowe, głównie od marca do maja. Druga pora deszczowa jest krótsza, występuje od listopada do grudnia. Średnia temperatura miesięczna od 25–28 °C na wybrzeżu do 15–19 °C w górach (w wyższych piętrach chłodniej).
| Tabela średnich rocznych temperatur dla kenijskich miast: | Tabela średnich rocznych temperatur dla kenijskich miast: | Tabela średnich rocznych temperatur dla kenijskich miast: | Tabela średnich rocznych temperatur dla kenijskich miast: | Tabela średnich rocznych temperatur dla kenijskich miast: |
| Miasto                                                    | Lokalizacja                                               | Wysokość (metry)                                          | Temp. maks. (°C)                                          | Temp. min. (°C)                                           |
| --------------------------------------------------------- | --------------------------------------------------------- | --------------------------------------------------------- | --------------------------------------------------------- | --------------------------------------------------------- |
| Mombasa                                                   | wybrzeże nad oceanem                                      | 17                                                        | 30,3                                                      | 22,4                                                      |
| Nairobi                                                   | płaskowyż w centrum                                       | 1661                                                      | 25,2                                                      | 13,6                                                      |
| Eldoret                                                   | płaskowyż na zachodzie                                    | 3085                                                      | 23,6                                                      | 9,6                                                       |
| Lodwar                                                    | suche północne równiny                                    | 506                                                       | 34,8                                                      | 23,7                                                      |

3 września 2008 roku w środkowej Kenii spadł śnieg. Opady zanotowano w miejscowości Busara, położonej w odległości 255 km na północny zachód od Nairobi. Według meteorologów śnieg pojawił się za sprawą zderzenia zimnych prądów powietrznych znad Oceanu Indyjskiego z ciepłymi prądami znad Konga. Wzgórza w Busarze były pokryte śniegiem przez 12 godzin. W Kenii śnieg na równinach występuje niezwykle rzadko.

### Flora i fauna
Na nizinie nadmorskiej znajduje się roślinność sawannowo-leśna. Stepy lub suche sawanny znajdują się we wnętrzu państwa. Na wschód od Jeziora Rudolfa występuje roślinność półpustynna i pustynna. Wilgotne sawanny znajdują się w południowo-zachodniej części Kenii. Na wysokości 2000–3000 m są lasy deszczowe, a w najwyższych piętrach gór zarośla i roślinność alpejska. W Kenii znajduje się 25 parków narodowych (m.in. Meru, Mount Elgon, Mount Kenia, Tsavo East, Tsavo West) i 23 rezerwaty przyrody.
Dominuje fauna typowa dla afrykańskiej sawanny oraz świetlistych lasów podzwrotnikowych. Ze ssaków występują m.in.: antylopy (m.in. gnu, eland, kudu wielkie i małe, impala, gazele), bawoły afrykańskie, gepardy, lamparty, lwy, nosorożce czarne, słonie afrykańskie, zebry, żyrafy. W sąsiedztwie wód żyją hipopotamy. Z ptaków można zaobserwować m.in.: czaple, ibisy, marabuty, perlice, sekretarze, sępy. Ponadto w Kenii występuje bogata fauna bezkręgowców (zwłaszcza owadów).

## Historia

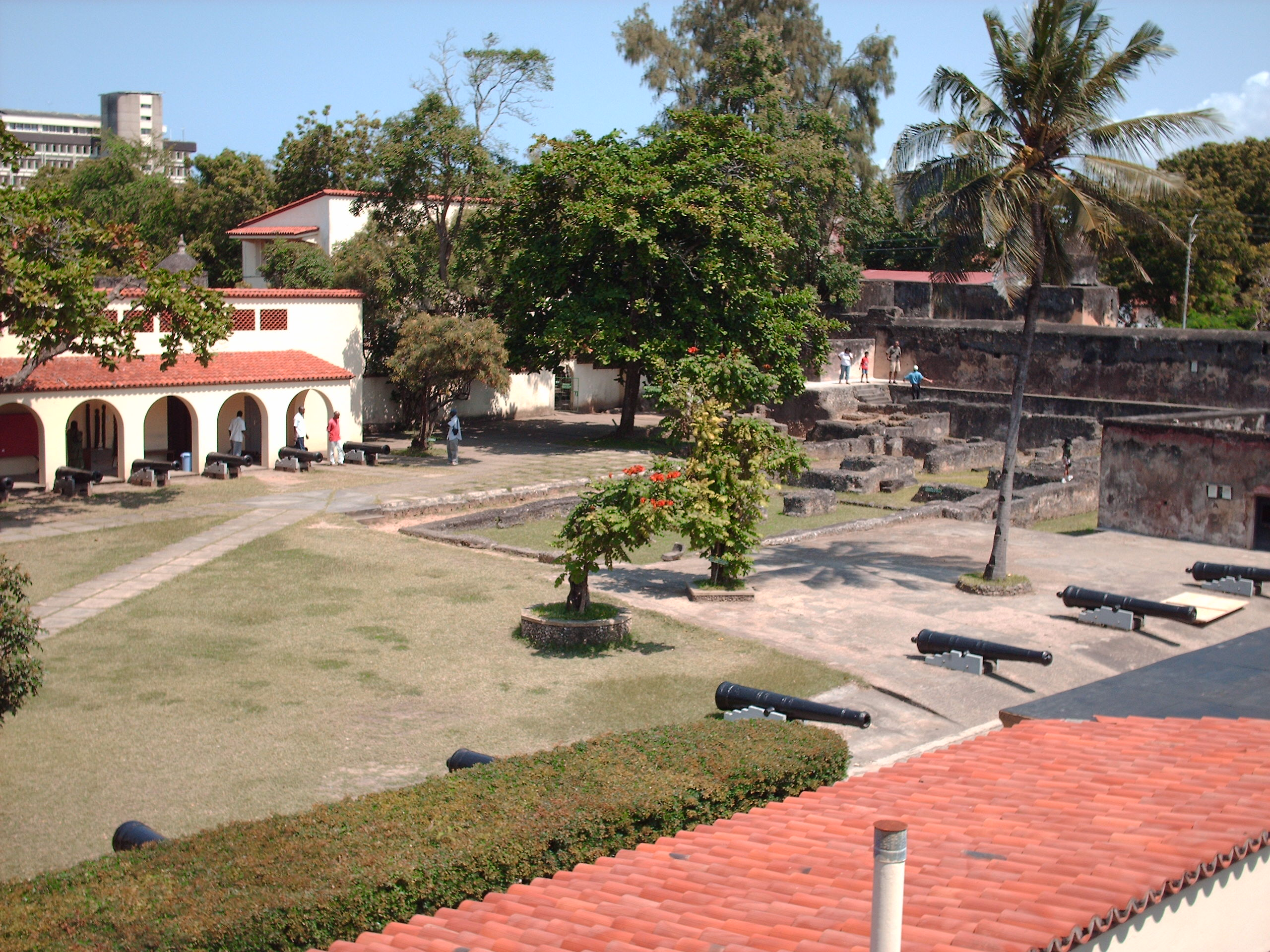
Pozostałości Fort Jesus

Początki osadnictwa sięgają paleolitu. Najdawniejszymi mieszkańcami Kenii są Buszmeni. Epoka żelaza nastała ok. I w. p.n.e., wraz z pierwszą migracją ludów Bantu. Prawie w tym samym czasie pojawili się Niloci i ludność pochodzenia kuszyckiego. Około X wieku nastąpiła druga fala migracji ludów Bantu i nilockich. Na przełomie XV i XVI w. do Jeziora Wiktorii dotarły ludu Luo z południowego Sudanu. W XVII-XVIII w. nastąpiła ekspansja Masajów, którzy toczyli liczne zwycięskie bitwy o bydło (głównie z Nandi). Najważniejsze rolnicze plemiona Bantu (Czagga, Embu, Kamba, Kikuju, Meru) tworzyły państwa klanowe. Plemiona te do połowy XIX w. pozostawały w niemal całkowitej izolacji. Wybrzeże Kenii uległo kolonizacji arabskiej i islamizacji w VII-X w. Miasta-państwa (Mombasa, Malindi, Lamu, Pate) pozostawały w strefie wpływów sułtanatu Omanu. Miasta te rozwijały się dzięki handlowi kością słoniową, złotem, rogami nosorożca, ambrą oraz niewolnikami. Miasta handlowały z krajami arabskimi oraz Dalekim Wschodem. Rządzili Arabowie, przemieszani z czarną ludnością wybrzeża – byli oni bogatymi kupcami, zamożnymi rzemieślnikami oraz posiadaczami ziemskimi. Niższą warstwę tworzyła ludność afrykańska – służba domowa, rolnicy i niewolnicy.
Pod koniec XV w. do Kenii dotarli Portugalczycy, którzy w XVI i XVII w. zdominowali wybrzeże Kenii, zakładając bazy nadmorskie, administracyjnie podporządkowane Goa. Sojusznikiem Portugalczyków było Malindi, a największym przeciwnikiem Mombasa (odwieczny wróg Malindi). W 1593 roku Portugalczycy pokonali Mombasę i wnieśli Fort Jesus – największą fortecę w Afryce Wschodniej. W drugiej połowie XVIII w. zaostrzyła się rywalizacja pomiędzy Portugalczykami a Goa. Po 1746 roku nastąpił ponowny rozkwit Mombasy pod rządami dynastii Mazrui. Od 1836 roku do wybrzeża zaczęły docierać karawany handlowe plemienia Kamba. W połowie XIX w. do Kenii przybyli pierwsi podróżnicy i misjonarze z Wielkiej Brytanii (Joseph Thomson) i Niemiec (Johann Ludwig Krapf, Johannes Rebmann). Od 1820 roku flota brytyjska walczyła z handlarzami niewolników u wybrzeży Kenii. W 1882 roku powstało Niemieckie Towarzystwo Kolonizacyjne oraz Brytyjskie Stowarzyszenie Afryki Wschodniej. Wykorzystując konflikty plemienne Brytyjczycy i Niemcy umacniali swoje wpływy w Kenii. Sojusznikiem Wielkiej Brytanii był m.in. wódz Masajów. W 1885 roku kraj Witu u ujścia rzeki Tany stał się posiadłością Cesarstwa Niemieckiego. W latach 1886–1895 Wielka Brytania i Niemcy zawarły wiele traktatów. Kenia znalazła się w strefie niemieckiej, a w 1890 roku Niemcy zrzekły się Witu w zamian otrzymując Helgoland. 1 lipca 1895 Anglicy stłumili tzw. rebelię Mazrui w Mombasie i okolicach oraz utworzyli Protektorat Afryki Wschodniej, która oprócz Kenii obejmował także Ugandę. W 1897 roku Brytyjczycy zaczęli podporządkowywać sobie tubylców na obszarze od Mombasy do Jeziora Wiktorii (do 1902 roku opór stawiali Nandi).
W latach 1895–1902 Brytyjczycy sprowadzili robotników z Indii do budowy linii kolejowej z Mombasy nad Jezioro Wiktorii. Po jej ukończeniu w Kenii pozostało ok. 6500 Hindusów, którzy zajęli się handlem, rzemiosłem lub objęli niższe stanowiska urzędnicze. Hindusi utworzyli warstwę pośrednią pomiędzy białymi kolonizatorami a afrykańską ludnością. W 1902 roku ziemie Kenii uznano za własność Korony brytyjskiej. Napływ białych kolonistów nasilił się po 1905 roku – zajmowali oni Białe Wzgórza w okolicach Nairobi, która od 1905 roku była nową stolicą Protektoratu Afryki Wschodniej. W gospodarce Kenii zaznaczył się podział na „biały” sektor (obejmujący farmy i plantację) oraz „czarny” (rolnictwo tradycyjne). Ludność afrykańską zepchnięto do rezerwatów. Podczas I wojny światowej w 1915 roku Brytyjczycy powołali Radę Wojenną (War Council), która przyczyniła się do uzyskania przez osadników większych uprawnień. Działania wojenne w Kenii toczyły się na pograniczu z Tanganiką, ale na wielu frontach walczyli biali osadnicy oraz czarni Kenijczycy. W 1920 roku Protektorat Afryki Wschodniej przemianowano na Kolonię Kenii (Kenya Colony). Biali osadnicy uaktywnili się pod przywództwem lorda Delamere. W 1920 roku tradycyjne elity Kikuju założyły Stowarzyszenie Kikuju – członkowie stowarzyszenia domagali się ziemi, praw do uprawy kawy (przełamania monopolu białych) i zniesienia pracy przymusowej. W 1921 roku Harry Thuku założył antybrytyjskie i antykolonialne Stowarzyszenie Młodych Kikuju. Po aresztowaniu Harry’ego Thuku w 1922 roku wybuchły zamieszki w Nairobi. W 1925 roku Stowarzyszenie Młodych Kikuju przekształcono w Centralne Stowarzyszenie Kikuju, które kierowali m.in. Josiah Mwangi Kariuki. W latach 30. Stowarzyszenie starało się przekroczyć bariery etniczne. W tym samym czasie powstały pierwsze afrykańskie związki zawodowe. W 1934 roku Komisja Cartera zleciła przekazanie czarnym ziemi tytułem rekompensaty i ograniczyła Białe Wzgórza (okolice Nairobi, które od 1923 roku należały wyłącznie do białych) do 43 200 km² powierzchni. Administracja kolonialna pragnęła utworzyć Brytyjską Afrykę Wschodnią przez integrację Kenii, Tanganiki i Ugandy. W tym okresie wybuchły pierwsze strajki Afrykanów.
Po przystąpieniu Włoch do wojny toczyły się walki na granicy kenijsko-somalijskiej. Afrykanie walczyli w Etiopii, Somalii, Indiach, Birmie oraz na Madagaskarze. W 1944 roku Eliud Mathu został pierwszym afrykańskim członkiem Rady Ustawodawczej Kenii. W 1946 roku Mathu założył Afrykański Związek Kenii (KAU), a weterani utworzyli Ruch Bojowników o Wolność. W 1948 roku Brytyjczycy powołali Wysoką Komisję Afryki Wschodniej. W KAU powstał podział pomiędzy zwolennikami umiarkowanej polityki (jej zwolennikiem był Jomo Kenyatta), którzy pragnęli utworzenia samorządów afrykańskich, zniesienia barier rasowych oraz odzyskania ziemi. Po drugiej stronie znajdowali się zwolennicy walki zbrojnej, wśród których znaleźli się przywódcy powstania Mau-Mau. Po wybuchu powstania w 1952 roku Brytyjczycy wprowadzili stan wyjątkowy, więzili w obozach ludność, pacyfikowali wsie, zamykali afrykańskie szkoły oraz więzili przywódców KAU. W 1956 roku powstanie upadło, a stan wyjątkowy zniesiono w 1960 roku. W tym samym roku w Londynie zwołano I konferencję konstytucyjną z udziałem Thomasa Josepha Mboyi i R. Ngali. W 1960 roku powstała niepodległościowa partia Kikuju i Luo – Afrykański Narodowy Związek Kenii (KANU). Przedstawiciele mniejszych plemion powołali Afrykański Demokratyczny Związek Kenii (KADU). KADU pragnęła utworzenia federacji z 6 autonomicznych okręgów, odpowiadających podziałowi etnicznemu. W 1961 roku wypuszczono z więzienia Kenyattę. Rok później Kenyatta został przewodniczącym KANU i uczestniczył w II konferencji konstytucyjnej w Londynie. W 1963 roku KANU wygrała wybory, a Kenyatta został premierem rządu tymczasowego.
12 grudnia 1963 Kenia uzyskała niepodległość, przystępując do brytyjskiej Wspólnoty Narodów i Organizacji Narodów Zjednoczonych. W 1964 roku pierwszym premierem Kenii został Kenyatta. KANU i KADU zjednoczyły się, ale w 1966 roku Odinga utworzył Unię Ludu Kenii. W 1969 roku wprowadzono system monopartyjny, a Unię Ludu Kenii zdelegalizowano. System monopartyjny miał zabezpieczyć państwo przed skutkami trybalizmu. Rząd Kenyatty głosił politykę niezaangażowania, panafrykanizm oraz potępiał rasistowskie rządy w Rodezji i Republice Południowej Afryki. Pomimo działań rządu Kenia była państwem wyraźnie prozachodnim. W 1978 roku zmarł Kenyatta – władze po nim objął Daniel Moi. W opozycji przez cały czas pozostawał Odinga, który utworzył Partię Demokratyczną, a później Forum na rzecz Przywrócenia Demokracji. W latach 80. i 90. XX w. dochodziło do walk wewnętrznych w KANU, korupcji oraz konfliktów etnicznych. Opozycję zwalczano za pomocą drastycznych metod, co wywoływało m.in. protesty państw zachodnich i Amnesty International. Ze względu na łamanie praw człowieka Zachód wstrzymywał pomoc dla Kenii. Pod naciskiem państw zachodnich w 1991 roku znowelizowano konstytucję, a w 1992 roku prezydent Moi wprowadził system wielopartyjny. Nielegalną partią pozostawała muzułmańska Islamska Partia Kenii (powstała w 1992 roku, wspierana przez Libię). W latach 90. Kenia zacieśniła współpracę z Ugandą i Tanzanią. Stosunki z Somalią pozostawały napięte – stale dochodziły do zatargów granicznych i konflikty o terytoria północnej Kenii, w której mieszkali Somalijczycy (podczas wojny pomiędzy Etiopią a Somalią Kenia poparła Etiopię). W kwestii Burundi i Rwandy pewne poszlaki wskazywały na przejściowe poparcie Kenii dla Hutu. Z Sudanem Kenia toczyła spór o tzw. trójkąt Ilemi, na którym prawdopodobnie występują złoża ropy naftowej. W zamian za pomoc wojskową Kenia pozwoliła Stanom Zjednoczonym utworzyć bazy w strefie Oceanu Indyjskiego. W 1998 roku Moi po raz ostatni objął urząd prezydenta. W 1999 roku znowelizowano konstytucję.
W grudniu 2002 roku wybory prezydenckie i parlamentarne wygrała opozycja, prezydentem i szefem rządu został Mwai Kibaki, przywódca Narodowej Tęczowej Koalicji. Kibaki kandydował pod hasłem walki z korupcją. Zwycięzca pokonał kandydata KANU, syna J. Kenyatty – Uhuru Kenyattę. W grudniu 2007 roku odbyły się kolejne wybory. Prezydentem ponownie został Kibaki, ale wybory parlamentarne wygrał Pomarańczowy Ruch Demokratyczny (ODM) kierowany przez Raila Odingę. Zwolennicy ODM zakwestionowali prawdziwość oficjalnych wyników głosowania prezydenckiego (Kibaki zdobył 46% głosów, Odinga 44%). Krótko po ogłoszeniu wyników wybuchły demonstracje, w których zginęło około tysiąca osób, a ponad 600 tys. musiało opuścić swoje domy. Dzięki mediacji Unii Afrykańskiej doszło do porozumienia, na mocy którego Odinga został w kwietniu 2008 roku premierem rządu pojednania narodowego. W 2010 roku przyjęto nową konstytucję. W 2013 roku prezydentem został Uhuru Kenyatta. W 2017 roku odbyły się wybory prezydenckie, które wygrał Uhuru Kenyatta. Dotychczasowy prezydent zdobył 54,27% głosów, a kandydat opozycji Raila Odinga 44,74%.

## Podział administracyjny

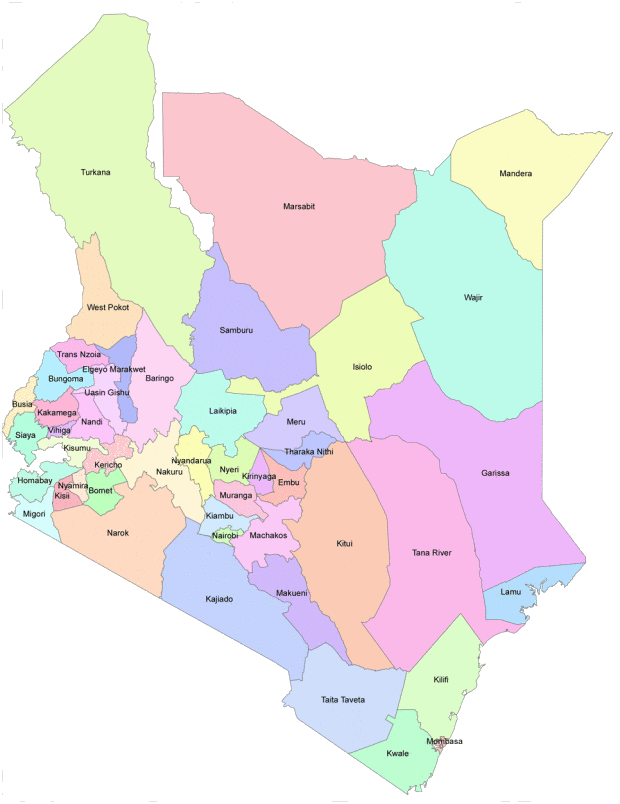
Podział administracyjny Kenii

Kenia od 2013 roku podzielona jest na 47 hrabstw. Nowa konstytucja, która weszła w życie 27 sierpnia 2010, zlikwidowała dotychczasowy podział na prowincje, wprowadzając w zamian 47 hrabstw. Zgodnie z art. 17. konstytucji, rząd miał 5 lat na przekształcenie dotychczasowych prowincji w hrabstwa, jednak wykonał to przed upływem wyznaczonego terminu.

## Demografia
Około 70% ludności Kenii stanowią ludy Bantu (m.in. Kamba, Kikuju, Luhja, Meru), które zamieszkują południową część wyżyn i wybrzeże. Na wschodzie i północnym wschodzie mieszkają ludy kuszyckie (Borana, Somalowie). W kraju żyją także Niloci (Masajowie, Turkana). W miastach żyją także grupy Arabów, Azjatów i Europejczyków (głównie Brytyjczyków). W 1996 roku do Kenii przybyło 224 tys. uchodźców (głównie z Rwandy i Somalii). Większość ludności mieszka w południowo-zachodniej i zachodniej Kenii (na 10% powierzchni skupia się ok. 75% mieszkańców).
Językami urzędowymi w Kenii są język angielski i język suahili. Kenia należy do najbardziej zróżnicowanych kulturowo i językowo krajów w całej Afryce. Przy żyjących ponad trzydziestu grupach plemiennych, z których każda posługuje się innym językiem, nadmienić należy, że w niektórych plemionach występują również liczne różnice dialektowe, dlatego mówi się o około 44 językach.
Kenia jest bardzo zróżnicowanym krajem pod względem etnicznym. Napięcia pomiędzy różnymi grupami etnicznymi są jednym z głównych problemów tego kraju.
| Statystyki demograficzne (2016)                 | Statystyki demograficzne (2016)                  |
| ----------------------------------------------- | ------------------------------------------------ |
|                                                 |                                                  |
| Zmiana liczby ludności Kenii w latach 1960–2010 |                                                  |
| Liczba ludności                                 | 46 790 758                                       |
| Ludność według wieku                            |                                                  |
| 0 – 14 lat                                      | 40,87% - mężczyzn 9 592 017 - kobiet 9 532 032   |
| 15 – 64 lat                                     | 56,21% - mężczyzn 13 156 330 - kobiet 13 143 576 |
| ponad 64 lata                                   | 2,92% - mężczyzn 590 961 - kobiet 775 842        |
| Średnia wieku                                   |                                                  |
| w całej populacji                               | 19,5 lat                                         |
| mężczyzn                                        | 19,4 lat                                         |
| kobiet                                          | 19,6 lat                                         |
| Przyrost naturalny                              | 1,81%                                            |
| Współczynnik urodzeń                            | 25,1 urodzeń/1000 mieszkańców                    |
| Współczynnik zgonów                             | 6,8 zgonów/1000 mieszkańców                      |
| Współczynnik migracji                           | -0,2 migrantów/1000 mieszkańców                  |
| Ludność według płci                             |                                                  |
| przy narodzeniu                                 | 1,02 mężczyzn/kobiet                             |
| poniżej 15 lat                                  | 1,01 mężczyzn/kobiet                             |
| 15 – 64 lat                                     | 0,95 mężczyzn/kobiet                             |
| powyżej 64 lat                                  | 0,77 mężczyzn/kobiet                             |
| w całej populacji                               | 1 mężczyzna/kobiet                               |
| Umieralność niemowląt                           |                                                  |
| w całej populacji                               | 38,3 martwych/1000 żywych urodzeń                |
| płci męskiej                                    | 42,7 martwych/1000 urodzeń                       |
| płci żeńskiej                                   | 33,7 martwych/1000 żywych urodzeń                |
| Oczekiwana długość życia przy urodzeniu         |                                                  |
| w całej populacji                               | 64 lata                                          |
| mężczyzn                                        | 62,6 lat                                         |
| kobiet                                          | 65,5 lat                                         |
| Rozrodczość                                     | 3,14 urodzeń/kobietę                             |
| HIV/AIDS                                        |                                                  |
| Współczynnik dorosłych z HIV/AIDS               | 5,4%                                             |
| Liczba osób żyjących z HIV/AIDS                 | 1,6 miliona osób                                 |
| Liczba zmarłych na HIV/AIDS                     | 36 000                                           |
| Urbanizacja                                     | 25,6% (2015)                                     |

| Grupa etniczna    | Język                   | Liczebność | Procent ludności |
| ----------------- | ----------------------- | ---------- | ---------------- |
| Kikuju            | Język kikuju            | 8 148 668  | 17,1%            |
| Luhja             | Język luhja             | 6 823 842  | 14,3%            |
| Kalendżin         | Język kalendżin         | 6 358 113  | 13,4%            |
| Luo               | Język luo               | 5 066 966  | 10,7%            |
| Kamba             | Język kamba             | 4 663 910  | 9,8%             |
| Somalowie         | Język somali            | 2 780 502  | 5,8%             |
| Gusii             | Język gusii             | 2 703 235  | 5,7%             |
| Mijikenda         | Język mijikenda         | 2 488 691  | 5,2%             |
| Meru              | Język meru              | 1 975 869  | 4,2%             |
| Masajowie         | Język masajski          | 1 189 522  | 2,5%             |
| Turkana           | Język turkana           | 1 016 174  | 2,1%             |
| Iteso             | Język teso              | 417 670    | 0,88%            |
| Embu              | Język embu              | 404 801    | 0,85%            |
| Taita             | Język taita             | 344 415    | 0,72%            |
| Samburu           | Język samburu           | 333 471    | 0,7%             |
| Kuria             | Język kuria             | 313 854    | 0,66%            |
| Borana            | Język borana            | 276 236    | 0,58%            |
| Ugandyjczycy      | Języki ugandyjskie      | 95 938     | 0,2%             |
| Azjaci            |                         | 90 527     | 0,19%            |
| Kenijscy Arabowie | Język swahili i arabski | 59 021     | 0,12%            |
| Suahili           | Język suahili           | 56 074     | 0,12%            |
| Europejczycy      |                         | 28 491     | 0,06%            |
| Amerykanie        |                         | 14 377     | 0,03%            |

### Religie
Struktura religijna kraju wg Spisu Powszechnego w 2019 roku:
- chrześcijaństwo – 85,5%:
  - protestantyzm – 53,8% (głównie zielonoświątkowcy, anglikanie i kalwini)
  - katolicyzm – 20,6%
  - niezależne kościoły afrykańskie – 7,0%
  - pozostali chrześcijanie – 3,7%
  - prawosławie – 0,43%
- islam – 10,9%
- brak religii – 1,6%
- inne religie – 1%
- tradycyjne religie plemienne – 0,68%
- brak odpowiedzi – 0,17%
- hinduizm – 0,13%

## Siły zbrojne
Kenia dysponuje trzema rodzajami sił zbrojnych: wojskami lądowymi, marynarką wojenną oraz siłami powietrznymi. Uzbrojenie sił lądowych Kenii składało się w 2014 roku z: 186 czołgów, 2 tys. opancerzonych pojazdów bojowych, 50 zestawów artylerii holowanej oraz 12 wieloprowadnicowych wyrzutni rakietowych. Marynarka wojenna Kenii dysponowała w 2014 roku 14 okrętami obrony przybrzeża. Kenijskie siły powietrzne z kolei posiadały w 2014 roku uzbrojenie w postaci m.in. 17 myśliwców, 43 samolotów transportowych, 32 samolotów szkolno-bojowych oraz 66 śmigłowców.
Wojska kenijskie w 2014 roku liczyły 24,1 tys. żołnierzy zawodowych oraz 5 tys. rezerwistów. Według rankingu Global Firepower (2014) kenijskie siły zbrojne stanowią 63. siłę militarną na świecie, z rocznym budżetem na cele obronne w wysokości 595 mln dolarów (USD).

## Gospodarka
Kenia jest krajem rolniczym z rozwijającym się przemysłem przetwórczym i usługami. Po recesji z przełomu lat 80. i 90. XX w. Kenia kontynuuje reformy i prywatyzację. W 2016 roku rolnictwo wytwarzało 32,7% produktu krajowego brutto, przemysł 18%, a usługi 49,3%. Produkt krajowy brutto w 2016 roku wyniósł 70,53 mld USD, 1551 USD na osobę.
Kenia nie ma znaczących surowców mineralnych. Górnictwo ma niewielki udział w krajowym PKB, stanowi ok. 1%. Soda kalcynowana (używana w produkcji szkła) jest najcenniejszym minerałem eksportowym Kenii i jest wydobywana nad jeziorem Magadi w dolinie Riftu. Złoża wapienia na wybrzeżu i w głębi kraju są wykorzystywane do produkcji cementu i w rolnictwie. Ważne są również wermikulit, złoto, rubiny, topazy i sól, a także fluoryt, używany w metalurgii, który jest wydobywany wzdłuż rzeki Kerio na północy. W czerwcu 2016 roku prezydent Kenii Uhuru Kenyatta podpisał ustawę, która ma przyczynić się do dynamicznego rozwoju tego sektora gospodarki. Według szacunków w 2030 roku górnictwo ma stanowić ok. 10% PKB. Pomimo że Kenia jest najbardziej uprzemysłowionym krajem Afryki Wschodniej, to wkład przemysłu w PKB kraju wynosi 18%. Działalność przemysłowa skupiona jest wokół Nairobi, Mombasy oraz Kisumu. 76% Kenijczyków posiada dostęp do energii elektrycznej, a produkcja energii ze źródeł odnawialnych (geotermia, hydro, wiatr) stanowi ok. 81% produkcji całkowitej.
W Kenii uprawia się kawę, herbatę, sizal, tytoń, piretrum, pszenicę, kukurydzę, sorgo, proso, ziemniaki, bataty, maniok i trzcinę cukrową. Główne ośrodki rolnicze stanowią wyżyny południowo-zachodniej części Kenii. Rolnictwo pokrywa (z wyjątkiem lat suchych) zapotrzebowanie na żywność. Użytki zielone wraz z wykorzystywanymi okresowo terenami półpustynnymi zajmują 37,4% powierzchni kraju, a grunty orne 8%.
Sektor usług jest zdominowany przez turystykę, która zapewnia duże przychody do budżetu państwa. Co roku Kenię odwiedza ok. 1,5 mln turystów, głównie z Wielkiej Brytanii, USA oraz Chin.
W 2016 roku długość linii kolejowych wynosiła 3,8 tys. km. Głównym ośrodkiem komunikacji jest linia z Ugandy do Mombasy przechodząca przez Nairobi. W południowo-zachodniej części Kenii znajduje się dobrze rozwinięta sieć dróg kołowych. W 2017 roku Kenia otworzyła nową linię kolejową Mombasa-Nairobi. W całym kraju znajduje się 161,5 tys. km dróg, z czego 8500 km to autostrady. Główny port lotniczy znajduje się w Nairobi. Główny port morski w Mombasie obsługuje wymianę handlową z Ugandą, Demokratyczną Republiką Konga, Rwandą, Burundi. W 2015 roku 46% ludności Kenii posiadało dostęp do Internetu, a prawie 38 mln ludzi korzystało z telefonów komórkowych.
Wartość eksportu w 2015 roku wyniosła 5,2 mld dolarów amerykańskich, a importu 17,6 mld dolarów. Kenia eksportuje głównie herbatę, cięte kwiaty, produkty naftowe, warzywa, kawę, a importuje samochody, ropę naftową, pakowane leki, ciężarówki dostawcze. Kenia eksportuje towary główne do Stanów Zjednoczonych, Ugandy, Holandii, Wielkiej Brytanii i Zambii. Kenia importuje swoje towary głównie z Chin, Indii, Japonii, Tanzanii i Republiki Południowej Afryki.